# 미림비행장
미림비행장(美林飛行場)은 북한 평양 김일성 광장 인근에 있는 북한 공군 기지이다.
평양 동쪽에 있으며, 김일성 광장의 열병식을 훈련하는 용도로도 사용한다.

## 역사
2002년 4월, 김정일이 미림비행장을 현지시찰했다.
2003년 9월, 평양 인근 미림비행장의 위성사진을 통해 무수단 미사일을 처음 발견했다.
2009년 12월 12일, 북한의 무기 수송기가 태국에 비상착륙해 억류된 사건에 미국 최신예 스텔스 무인정찰기 록히드마틴 RQ-170 센티넬이 개입했다. 센티널은 수송기가 평양 미림비행장을 이륙한 직후, 한국의 기지에서 즉각 추적을 개시해 기내 전자 스캔, 도청, 전자전 등 보유 성능을 유감없이 발휘해 수송기의 태국 비상착륙에 크게 일조했다. 센티넬은 오산공군기지에서 이륙했다고 한다.
2015년 1월 21일, NK뉴스는 김정은이 세스나 172 스카이호크를 사용한다고 보도했다. 2014년 여름 강원도 원산에 있는 김정은 별장에 약 555m 길이의 활주로가 새로 건설했다. 단축엔진의 4인승 민간항공기로 시간당 226 km를 이동하며, 평양 미림비행장에서 원산까지 135 km를 비행하는데 약 1시간 30분 소요된다.
2018년 11월, 북한군 평양고사포병사령부 소속 정치위원이 당에 대한 태도 불량과 사생활 문란 혐의로 미림비행장에서 공개 총살형을 당했다.
미림비행장 북쪽에 자리잡은 광장은 북한이 열병식 연습 때마다 이용한 곳으로 군 지도부가 사열하는 단상도 마련돼 있다.
록히드 U-2 고공정찰기는 오산공군기지에서 이륙해 휴전선 남쪽을 비행, 평양시내까지 촬영이 가능하며 보잉 RC-135 정찰기와 KH-11 정찰위성은 평양과 미림비행장을 손바닥 들여다보듯이 관찰할 수 있다. 정보당국의 한 관계자는 "열병식 당일 평양 상공에 짙은 구름이 끼어 위성사진을 판독하는 데 지장이 있어 오후 늦게 북한 군사 퍼레이드를 축소·변형된 형태로 실시한 사실만 파악했다”면서 “현재 여러 첩보수집 수단을 통해 북한의 동향을 파악하고 있다"고 말했다.
2019년 2월 27일, 2019년 북미정상회담이 실패했다.
2019년 4월 7일, 미림비행장에 군용 차량 217대가 집결해 있는 장면이 상업인공위성 사진에 포착됐다. 열병식 징후는 아닌 것 같다고 분석되었다.
2019년 5월 31일, 김혁철이 3월 외무성 간부 4명과 함께 조사받고 미림비행장에서 처형당했다는 미확인된 소식이 있었다. 이들에겐 미측 의중을 제대로 파악하지 못한 채 협상 상황 보고를 부실하게 했다는 이유로 '미제에 포섭돼 수령을 배신했다'는 미제 스파이 혐의가 적용됐다. 아마도 4월 7일에 많은 평양시민들이 직접 보게 하여 처형한 것으로 추정된다. 김혁철 대미협상 특별대표가 다른 외무성 관리들하고 같이 평양 미림비행장에서 처형됐다는 소식은 4월 하순부터 흘러나오기 시작했다. 뉴스에서는 스티븐 비건 미국 국무부 대북특별대표와 김혁철이 자주 실무협상을 했으며, 최강일 외무성 북아메리카 국장 직무대행도 자주 이름이 나왔었다. 최강일도 처형당한 것으로 보인다. 김혁철은 지난 1월 최선희 외무성 부상을 대신해 실무 협상 대타로 등장했다. 태영호 전 영국주재 북한 공사는 김혁철이 핵 문제에 밝은 전문가라고 주장했다. 최선희가 외무성 부상(차관)으로 승진하고 최선희의 일을 최강일이 맡아 처리했다.